# Jean-Baptiste-Guillaume d’Estienne de Gaufridy
Pour les autres membres de la famille, voir Famille d'Estienne.
Jean-Baptiste-Guillaume d’Estienne de Gaufridy, baron de Saint-Estève,, né le 26 avril 1758 à Aix-en-Provence (paroisse de la Madeleine) et mort le 13 janvier 1831 dans la même ville, est un magistrat et homme politique français.

## Biographie

### Vie familiale
Issu d'une vieille famille consulaire et parlementaire provençale, Jean-Baptiste-Guillaume d’Estienne de Gaufridy est le fils de Pierre Guillaume d'Estienne de Gaufridy, baron de Saint-Estève, seigneur du Bourguet, de Lagneros et d'Auriac,, conseiller au parlement d'Aix, et de Françoise de Felix de Creisset. 
Il est le frère de Jean-Baptiste d'Estienne du Bourguet et le cousin de Louis-Jules d'Estienne du Bourguet, maire d'Aix de 1815 à 1830, et par sa mère des Forbin-Gardanne, Villeneuve-Flayosc et Lyle-Taulanne.
Le 1er juin 1784, à Barjols, il épouse Françoise-Julie de Pontevès Saint-Blaise, fille unique et héritière de Noël-Jean-Balthazard de Pontevès - dont une sœur fut guillotinée à Draguignan en 1794 - et de Françoise de Pontevès-Maubousquet.

### Carrière
Reçu conseiller au parlement d’Aix le 4 juin 1778 en la charge de feu Louis Le Blanc de Ventabren, il émigre à Nice avec sa femme au début de la Révolution. Il se fixe ensuite près de Turin. En 1793, il renvoie sa femme et ses enfants en France pour sauver les restes de leur fortune ; elle doit cependant rebrousser chemin. C’est à ce moment qu’ils s’installent à Locarno puis à Lugano où il confie ses enfants au comte de Blacas pendant qu’il séjourne à la cour de Turin afin d’obtenir des pensions de la famille royale par l’intervention du comte de Vintimille.
Revenu en France sous le Consulat, il s'installe d'abord à Aix, puis à Barjols chez sa belle-mère et dans son château de Saint-Estève. L'arrivée du baron d'Azémar, un parent, comme préfet du Var, lui ouvre des portes. D'Azémar le nomme maire de Barjols (1808-1814), membre du collège électoral du Var (1810-14) et le comprend parmi les chefs de famille les plus marquants de l'ancienne noblesse dans le Var, lors de l'enquête de 1810 : « domicilié à Barjols, maire de la commune, propriétaire d'une fortune considérable ». Il préside l'assemblée du canton en 1813, « très aimé dans la ville de Barjols où il a pu rétablir une parfaite tranquillité ». Sous la Restauration, sa fortune (il est le premier contribuable du département en 1819) et le mariage de ses filles le poussent à s'installer à Aix. Toutefois, il continue à voter dans le Var où il figure parmi les ultraroyalistes.
Son fils Guillaume-Pierre-Auguste d'Estienne de Gaufridy, baron de Saint-Estève, né à Aix en 1788, est désigné comme garde d'honneur du département du Var le 14 mai 1813, alors qu'il était maire d'Auriac. Il est chevalier de Malte, maréchal des logis à Lyon (octobre 1813), fait les campagnes de Saxe et de France ; sous-lieutenant au 1er régiment de chasseurs (1814), puis rentre à Aix où il est décoré de la Légion d'honneur.